# Sixième circonscription de la Seine-Saint-Denis
La sixième circonscription de la Seine-Saint-Denis est l'une des 13 circonscriptions législatives françaises (plus que 12 depuis le redécoupage de 2010 effectif en 2012) que compte le département de la Seine-Saint-Denis (93) situé en région Île-de-France.

## Description géographique et démographique
La sixième circonscription de la Seine-Saint-Denis est délimitée par le découpage électoral de la loi n°86-1197 du 24 novembre 1986
, elle regroupe les divisions administratives suivantes : Cantons de Bagnolet, des Lilas,Le Pré Saint Gervais Pantin-Est, Pantin-Ouest.
Depuis le redécoupage de 2012, la sixième circonscription regroupe les villes de Pantin et Aubervilliers. Les élections législatives de 2012 inaugureront ce nouveau découpage.
D'après le recensement général de la population en 1999, réalisé par l'Institut national de la statistique et des études économiques (INSEE), la population de cette circonscription est estimée à 118 907 habitants,.

## Historique des députations
| Législature | Début de mandat | Fin de mandat  | Député              | Parti politique | Observations |
| ----------- | --------------- | -------------- | ------------------- | --------------- | --- |
| IIIe        | 3 avril 1967    | 30 mai 1968    | Jean Lolive         | PCF             | Mandat écourté à la suite d'une dissolution parlementaire décidée par Charles de Gaulle.                                                                       |
| IVe         | 11 juillet 1968 | 1er avril 1973 | Jean Lolive         | PCF             | |
| Ve          | 2 avril 1973    | 2 avril 1978   | Jacqueline Chonavel | PCF             | |
| VIe         | 3 avril 1978    | 22 mai 1981    | Jacqueline Chonavel | PCF             | Mandat écourté à la suite d'une dissolution parlementaire décidée par François Mitterrand.                                                                     |
| VIIe        | 2 juillet 1981  | 1er avril 1986 | Claude Bartolone    | PS              | |
| VIIIe       | 2 avril 1986    | 14 mai 1988    | Claude Bartolone    | PS              | Proportionnelle par département, pas de député par circonscription. Mandat écourté à la suite d'une dissolution parlementaire décidée par François Mitterrand. |
| IXe         | 23 juin 1988    | 1er avril 1993 | Claude Bartolone    | PS              | |
| Xe          | 2 avril 1993    | 21 avril 1997  | Claude Bartolone,   | PS,             | Mandat écourté à la suite d'une dissolution parlementaire décidée par Jacques Chirac.                                                                          |
| XIe         | 12 juin 1997    | 18 juin 2002   | Claude Bartolone,   | PS,             | |
| XIIe        | 19 juin 2002    | 19 juin 2007   | Claude Bartolone,   | PS,             | |
| XIIIe       | 20 juin 2007    | 19 juin 2012   | Claude Bartolone    | PS              | |
| XIVe        | 20 juin 2012    | 20 juin 2017   | Élisabeth Guigou    | PS              | |
| XVe         | 21 juin 2017    | 21 juin 2022   | Bastien Lachaud     | LFI             | |
| XVIe        | 22 juin 2022    | 9 juin 2024    | Bastien Lachaud     | LFI             | Mandat écourté à la suite d'une dissolution parlementaire décidée par Emmanuel Macron.                                                                         |
| XVIIe       | 8 juillet 2024  | En cours       | Bastien Lachaud     | LFI             | |

## Historique des élections

### Élections de 1967
| Candidat       | Candidat        | Parti          | Premier tour | Premier tour | Second tour | Second tour |  |
| Candidat       | Candidat        | Parti          | Voix         | %            | Voix        | %           |  |
| -------------- | --------------- | -------------- | ------------ | ------------ | ----------- | ----------- |  |
|                | Jean Lolive élu | PCF            | 25 028       | 48,09        | 28 828      | 59,66       |  |
|                | Maurice Bellot  | UD-Ve          | 17 209       | 33,07        | 19 490      | 40,34       |  |
|                | Ulysse Pellat   | FGDS (SFIO)    | 6 007        | 11,54        |             |             |  |
|                | Albert Fauger   | CD (PDM)       | 3 801        | 7,3          |             |             |  |
|                |                 |                |              |              |             |             |  |
| Inscrits       | Inscrits        | Inscrits       | 65 118       | 100,00       | 65 107      | 100,00      |  |
| Abstentions    | Abstentions     | Abstentions    | 12 001       | 18,43        | 14 963      | 22,98       |  |
| Votants        | Votants         | Votants        | 53 117       | 81,57        | 50 144      | 77,02       |  |
| Blancs et nuls | Blancs et nuls  | Blancs et nuls | 1 072        | 2,02         | 1 826       | 3,64        |  |
| Exprimés       | Exprimés        | Exprimés       | 52 045       | 97,98        | 48 318      | 96,36       |  |

Jacqueline Chonavel, maire de Bagnolet était la suppléante de Jean Lolive.

### Élections de 1968
| Candidat       | Candidat                  | Parti          | Premier tour | Premier tour | Second tour | Second tour |  |
| Candidat       | Candidat                  | Parti          | Voix         | %            | Voix        | %           |  |
| -------------- | ------------------------- | -------------- | ------------ | ------------ | ----------- | ----------- |  |
|                | Jean Lolive sortant réélu | PCF            | 19 791       | 41,21        | 23 586      | 53,81       |  |
|                | Maurice Bellot            | UDR (URP)      | 17 690       | 36,83        | 20 242      | 46,19       |  |
|                | Raymond Édeline           | CD (PDM)       | 4 604        | 9,59         |             |             |  |
|                | Ulysse Pellat             | FGDS (SFIO)    | 3 476        | 7,24         |             |             |  |
|                | Michel Uranga             | PSU            | 2 469        | 5,14         |             |             |  |
|                |                           |                |              |              |             |             |  |
| Inscrits       | Inscrits                  | Inscrits       | 62 002       | 100,00       | 62 005      | 100,00      |  |
| Abstentions    | Abstentions               | Abstentions    | 13 448       | 21,69        | 16 797      | 27,09       |  |
| Votants        | Votants                   | Votants        | 48 554       | 78,31        | 45 208      | 72,91       |  |
| Blancs et nuls | Blancs et nuls            | Blancs et nuls | 524          | 1,08         | 1 380       | 3,05        |  |
| Exprimés       | Exprimés                  | Exprimés       | 48 030       | 98,92        | 43 828      | 96,95       |  |

Jacqueline Chonavel, suppléante de Jean Lolive, le remplaça à la suite de son décès, le 6 septembre 1968.

### Élections de 1973
| Candidat       | Candidat                            | Parti          | Premier tour | Premier tour | Second tour | Second tour |  |
| Candidat       | Candidat                            | Parti          | Voix         | %            | Voix        | %           |  |
| -------------- | ----------------------------------- | -------------- | ------------ | ------------ | ----------- | ----------- |  |
|                | Jacqueline Chonavel sortante réélue | PCF            | 18 439       | 38,35        | 25 168      | 54,3        |  |
|                | Claude Legros                       | CDP (URP)      | 11 175       | 23,24        | 14 594      | 31,49       |  |
|                | Marcel Debarge                      | PS (UGSD)      | 8 242        | 17,14        | Retrait     | Retrait     |  |
|                | Raymond Édeline                     | CD (MR)        | 6 461        | 13,44        | 6 588       | 14,21       |  |
|                | Léo Goldberg                        | PSU            | 1 468        | 3,05         |             |             |  |
|                | Christian Barotte                   | FN             | 1 235        | 2,57         |             |             |  |
|                | Théodore Topolanski                 | LO             | 1 067        | 2,22         |             |             |  |
|                |                                     |                |              |              |             |             |  |
| Inscrits       | Inscrits                            | Inscrits       | 60 686       | 100,00       | 60 693      | 100,00      |  |
| Abstentions    | Abstentions                         | Abstentions    | 11 604       | 19,12        | 13 109      | 21,6        |  |
| Votants        | Votants                             | Votants        | 49 082       | 80,88        | 47 584      | 78,4        |  |
| Blancs et nuls | Blancs et nuls                      | Blancs et nuls | 995          | 2,03         | 1 234       | 2,59        |  |
| Exprimés       | Exprimés                            | Exprimés       | 48 087       | 97,97        | 46 350      | 97,41       |  |

Jacques Isabet, maire adjoint de Pantin était le suppléant de Jacqueline Chonavel.

### Élections de 1978
| Candidat       | Candidat                            | Parti          | Premier tour | Premier tour | Second tour | Second tour |  |
| Candidat       | Candidat                            | Parti          | Voix         | %            | Voix        | %           |  |
| -------------- | ----------------------------------- | -------------- | ------------ | ------------ | ----------- | ----------- |  |
|                | Jacqueline Chonavel sortante réélue | PCF            | 17 386       | 34,69        | 27 276      | 56,34       |  |
|                | Jean-Pierre Bonin                   | PS             | 10 483       | 20,91        | Retrait     | Retrait     |  |
|                | Guy Moreau                          | RPR            | 9 665        | 19,28        | 21 136      | 43,66       |  |
|                | Pierre Nicolet                      | UDF (PR)       | 8 227        | 16,41        | Retrait     | Retrait     |  |
|                | Jean-Paul Yvonnet                   | PSU (FA)       | 2 486        | 4,96         |             |             |  |
|                | Victoire Laupa                      | LO             | 939          | 1,87         |             |             |  |
|                | Michel Delrieu                      | Extrême droite | 936          | 1,87         |             |             |  |
|                |                                     |                |              |              |             |             |  |
| Inscrits       | Inscrits                            | Inscrits       | 64 713       | 100,00       | 64 708      | 100,00      |  |
| Abstentions    | Abstentions                         | Abstentions    | 13 664       | 21,11        | 14 356      | 22,19       |  |
| Votants        | Votants                             | Votants        | 51 049       | 78,89        | 50 352      | 77,81       |  |
| Blancs et nuls | Blancs et nuls                      | Blancs et nuls | 927          | 1,82         | 1 940       | 3,85        |  |
| Exprimés       | Exprimés                            | Exprimés       | 50 122       | 98,18        | 48 412      | 96,15       |  |

Jacques Isabet, conseiller général, maire de Pantin, était le suppléant de Jacqueline Chonavel.

### Élections de 1981
| Candidat         | Candidat                     | Parti          | Premier tour | Premier tour | Second tour | Second tour |  |
| Candidat         | Candidat                     | Parti          | Voix         | %            | Voix        | %           |  |
| ---------------- | ---------------------------- | -------------- | ------------ | ------------ | ----------- | ----------- |  |
|                  | Claude Bartolone élu         | PS             | 13 502       | 32,99        | 26 384      | 65,51       |  |
|                  | Jacqueline Chonavel sortante | PCF            | 12 550       | 30,66        | Retrait     | Retrait     |  |
|                  | Jacques Oudot                | RPR (UNM)      | 11 193       | 27,35        | 13 891      | 34,49       |  |
|                  | Arlette Laguiller            | LO             | 1 538        | 3,76         |             |             |  |
|                  | Chantal Carrière             | MÉP            | 1 010        | 2,47         |             |             |  |
|                  | Jean-Michel Sikora           | PSU            | 513          | 1,25         |             |             |  |
|                  | Jacques Schmit               | MRG            | 405          | 0,99         |             |             |  |
|                  | Lucienne Cousin              | FRP            | 219          | 0,53         |             |             |  |
|                  |                              |                |              |              |             |             |  |
| Inscrits         | Inscrits                     | Inscrits       | 64 745       | 100,00       | 64 742      | 100,00      |  |
| Abstentions      | Abstentions                  | Abstentions    | 23 274       | 35,95        | 23 316      | 36,01       |  |
| Votants          | Votants                      | Votants        | 41 471       | 64,05        | 41 426      | 63,99       |  |
| Blancs et nuls   | Blancs et nuls               | Blancs et nuls | 541          | 1,3          | 1 151       | 2,78        |  |
| Exprimés         | Exprimés                     | Exprimés       | 40 930       | 98,7         | 40 275      | 97,22       |  |
| Source : CEVIPOF |                              |                |              |              |             |             |  |

Janine Pietruszynski, avocate, conseillère municipale de Pantin, était la suppléante de Claude Bartolone.

### Élections de 1988
| Candidat       | Candidat                       | Parti             | Premier tour | Premier tour | Second tour | Second tour |  |
| Candidat       | Candidat                       | Parti             | Voix         | %            | Voix        | %           |  |
| -------------- | ------------------------------ | ----------------- | ------------ | ------------ | ----------- | ----------- |  |
|                | Claude Bartolone sortant réélu | PS                | 12 157       | 34,27        | 21 225      | 59,81       |  |
|                | Jean-Jack Salles sortant       | UDF (CDS) (URC)   | 8 923        | 25,16        | 14 262      | 40,19       |  |
|                | Daniel Mongeau                 | PCF               | 7 440        | 20,98        | Retrait     | Retrait     |  |
|                | André Besnard                  | FN                | 5 342        | 15,06        |             |             |  |
|                | Alain Lipietz                  | Divers écologiste | 1 480        | 4,17         |             |             |  |
|                | Jean-Michel Morel              | Divers            | 128          | 0,36         |             |             |  |
|                | Antoinette Rimbeau             | POE               | 0            | 0            |             |             |  |
|                |                                |                   |              |              |             |             |  |
| Inscrits       | Inscrits                       | Inscrits          | 59 353       | 100,00       | 59 315      | 100,00      |  |
| Abstentions    | Abstentions                    | Abstentions       | 23 455       | 39,52        | 22 625      | 38,14       |  |
| Votants        | Votants                        | Votants           | 35 898       | 60,48        | 36 690      | 61,86       |  |
| Blancs et nuls | Blancs et nuls                 | Blancs et nuls    | 428          | 1,19         | 1 203       | 3,28        |  |
| Exprimés       | Exprimés                       | Exprimés          | 35 470       | 98,81        | 35 487      | 96,72       |  |

Janine Pietruszynski était la suppléante de Claude Bartolone.

### Élections de 1993
| Candidat       | Candidat                       | Parti          | Premier tour | Premier tour | Second tour | Second tour |  |
| Candidat       | Candidat                       | Parti          | Voix         | %            | Voix        | %           |  |
| -------------- | ------------------------------ | -------------- | ------------ | ------------ | ----------- | ----------- |  |
|                | Jean-Jack Salles               | UDF (CDS)      | 10 093       | 28,52        | 16 289      | 48,45       |  |
|                | Claude Bartolone sortant réélu | PS (ADFP)      | 6 981        | 19,72        | 17 330      | 51,55       |  |
|                | André Besnard                  | FN             | 5 847        | 16,52        |             |             |  |
|                | Daniel Mongeau                 | PCF            | 5 733        | 16,2         |             |             |  |
|                | Aline Archimbaud               | Les Verts (EÉ) | 3 259        | 9,21         |             |             |  |
|                | Arlette Laguiller              | LO             | 1 385        | 3,91         |             |             |  |
|                | Jenny Bernard                  | LT-LNÉ         | 750          | 2,12         |             |             |  |
|                | Daniel Philippot               | CNI            | 350          | 0,99         |             |             |  |
|                | Bertrand Walch                 | UÉD            | 295          | 0,83         |             |             |  |
|                | Richard Brunet                 | Divers droite  | 235          | 0,66         |             |             |  |
|                | Emmanuel Raymond               | Régionaliste   | 218          | 0,62         |             |             |  |
|                | Gérard Sfez                    | Divers droite  | 136          | 0,38         |             |             |  |
|                | Josette Moussit                | AP             | 111          | 0,31         |             |             |  |
|                |                                |                |              |              |             |             |  |
| Inscrits       | Inscrits                       | Inscrits       | 57 145       | 100,00       | 57 144      | 100,00      |  |
| Abstentions    | Abstentions                    | Abstentions    | 20 569       | 35,99        | 20 895      | 36,57       |  |
| Votants        | Votants                        | Votants        | 36 576       | 64,01        | 36 249      | 63,43       |  |
| Blancs et nuls | Blancs et nuls                 | Blancs et nuls | 1 183        | 3,23         | 2 630       | 7,26        |  |
| Exprimés       | Exprimés                       | Exprimés       | 35 393       | 96,77        | 33 619      | 92,74       |  |

Marcel Debarge, ministre, maire du Pré-Saint-Gervais était le suppléant de Claude Bartolone.

### Élections de 1997
| Candidat       | Candidat                       | Parti          | Premier tour | Premier tour | Second tour | Second tour |  |
| Candidat       | Candidat                       | Parti          | Voix         | %            | Voix        | %           |  |
| -------------- | ------------------------------ | -------------- | ------------ | ------------ | ----------- | ----------- |  |
|                | Claude Bartolone sortant réélu | PS             | 8 998        | 26,98        | 20 575      | 61,02       |  |
|                | Jean-Jack Salles               | UDF (FD)       | 6 772        | 20,3         | 13 143      | 38,98       |  |
|                | Samuel Bellenger               | FN             | 5 653        | 16,95        |             |             |  |
|                | Jacques Isabet                 | PCF            | 5 254        | 15,75        |             |             |  |
|                | Arlette Laguiller              | LO             | 2 686        | 8,05         |             |             |  |
|                | Pierre Mathon                  | Les Verts      | 1 309        | 3,92         |             |             |  |
|                | Dominique Monier               | GÉ             | 729          | 2,19         |             |             |  |
|                | Bernard Lombardo               | LCR            | 705          | 2,11         |             |             |  |
|                | Marie-Hélène Mazillier-Bernard | LDI (CNIP)     | 526          | 1,58         |             |             |  |
|                | Alain Fillion                  | PT             | 215          | 0,64         |             |             |  |
|                | Benjamin Azuelos               | US4J           | 176          | 0,53         |             |             |  |
|                | Bernard Chappellier            | Divers gauche  | 118          | 0,35         |             |             |  |
|                | Gérard-Eddie Sfez              | Divers droite  | 85           | 0,25         |             |             |  |
|                | Kléber Martigues               | MDR            | 72           | 0,22         |             |             |  |
|                | Jean-Michel Morel              | Divers         | 58           | 0,17         |             |             |  |
|                |                                |                |              |              |             |             |  |
| Inscrits       | Inscrits                       | Inscrits       | 54 763       | 100,00       | 54 748      | 100,00      |  |
| Abstentions    | Abstentions                    | Abstentions    | 20 434       | 37,31        | 18 944      | 34,6        |  |
| Votants        | Votants                        | Votants        | 34 329       | 62,69        | 35 804      | 65,4        |  |
| Blancs et nuls | Blancs et nuls                 | Blancs et nuls | 973          | 2,83         | 2 086       | 5,83        |  |
| Exprimés       | Exprimés                       | Exprimés       | 33 356       | 97,17        | 33 718      | 94,17       |  |

Le suppléant de Claude Bartolone était Bertrand Kern, cadre de banque, maire adjoint de Pantin. Bertrand Kern remplaça Claude Bartolone, nommé membre du gouvernement, du 1er mai 1998 au 18 juin 2002.

### Élections de 2002
| Candidat       | Candidat                | Parti            | Premier tour | Premier tour | Second tour | Second tour |  |
| Candidat       | Candidat                | Parti            | Voix         | %            | Voix        | %           |  |
| -------------- | ----------------------- | ---------------- | ------------ | ------------ | ----------- | ----------- |  |
|                | Claude Bartolone élu    | PS               | 11 683       | 36,62        | 16 791      | 59,67       |  |
|                | Jean-Claude Dupont      | UMP              | 8 214        | 25,75        | 11 351      | 40,33       |  |
|                | Catherine Dupuy         | FN               | 3 668        | 11,5         |             |             |  |
|                | Josiane Bernard         | PCF              | 3 192        | 10,01        |             |             |  |
|                | Aline Archimbaud        | Les Verts        | 1 690        | 5,3          |             |             |  |
|                | Roger Sanvée            | RPF              | 677          | 2,12         |             |             |  |
|                | Aurore Lombardo         | LCR              | 616          | 1,93         |             |             |  |
|                | Armonia Bordes          | LO               | 450          | 1,41         |             |             |  |
|                | Catherine Kettler       | Pôle républicain | 424          | 1,33         |             |             |  |
|                | Patricia Vayssière      | MNR              | 372          | 1,17         |             |             |  |
|                | Joël Defort             | MHAN             | 319          | 1            |             |             |  |
|                | Cheriffa Benabdelouahed | MÉI              | 151          | 0,47         |             |             |  |
|                | Rosan Hurtus            | ND               | 123          | 0,39         |             |             |  |
|                | François Livartowski    | PT               | 118          | 0,37         |             |             |  |
|                | Hocène Abdesselam       | Divers gauche    | 89           | 0,28         |             |             |  |
|                | Nicole Colas            | IR               | 72           | 0,23         |             |             |  |
|                | Christian Chavrier      | Divers           | 44           | 0,14         |             |             |  |
|                | Josette Chavan          | UDF              | 0            | 0            |             |             |  |
|                |                         |                  |              |              |             |             |  |
| Inscrits       | Inscrits                | Inscrits         | 53 066       | 100,00       | 53 068      | 100,00      |  |
| Abstentions    | Abstentions             | Abstentions      | 20 649       | 38,91        | 23 533      | 44,34       |  |
| Votants        | Votants                 | Votants          | 32 417       | 61,09        | 29 535      | 55,66       |  |
| Blancs et nuls | Blancs et nuls          | Blancs et nuls   | 515          | 1,59         | 1 393       | 4,72        |  |
| Exprimés       | Exprimés                | Exprimés         | 31 902       | 98,41        | 28 142      | 95,28       |  |

Le suppléant de Claude Bartolone était Bertrand Kern.

### Élections de 2007
| Candidat       | Candidat                       | Parti               | Premier tour | Premier tour | Second tour | Second tour |  |
| Candidat       | Candidat                       | Parti               | Voix         | %            | Voix        | %           |  |
| -------------- | ------------------------------ | ------------------- | ------------ | ------------ | ----------- | ----------- |  |
|                | Claude Bartolone sortant réélu | PS                  | 12 979       | 39,16        | 19 758      | 64,62       |  |
|                | Jean-Claude Dupont             | UMP                 | 9 206        | 27,78        | 10 817      | 35,38       |  |
|                | Augusta Epanya                 | PCF                 | 2 832        | 8,55         |             |             |  |
|                | Hacène Abdesselam              | UDF–MoDem           | 2 212        | 6,67         |             |             |  |
|                | Hélène Zanier                  | Les Verts           | 1 524        | 4,6          |             |             |  |
|                | Françoise Bardou               | FN                  | 1 450        | 4,38         |             |             |  |
|                | Mireille Allemand              | LCR                 | 1 142        | 3,45         |             |             |  |
|                | Nathalie Marcu                 | Extrême gauche (GA) | 407          | 1,23         |             |             |  |
|                | Yasmina Bayout                 | LT-LNÉ              | 322          | 0,97         |             |             |  |
|                | Marcel Forestier               | MNR                 | 307          | 0,93         |             |             |  |
|                | Armonia Bordes                 | LO                  | 303          | 0,91         |             |             |  |
|                | Claudine Lebrun                | Divers              | 226          | 0,68         |             |             |  |
|                | Arnaud Albarède                | PT                  | 135          | 0,41         |             |             |  |
|                | Jean-Bruno Roumégoux           | Divers              | 79           | 0,24         |             |             |  |
|                | Sabine Rubin                   | Divers              | 18           | 0,05         |             |             |  |
|                |                                |                     |              |              |             |             |  |
| Inscrits       | Inscrits                       | Inscrits            | 60 998       | 100,00       | 60 998      | 100,00      |  |
| Abstentions    | Abstentions                    | Abstentions         | 27 223       | 44,63        | 29 339      | 48,1        |  |
| Votants        | Votants                        | Votants             | 33 775       | 55,37        | 31 659      | 51,9        |  |
| Blancs et nuls | Blancs et nuls                 | Blancs et nuls      | 633          | 1,87         | 1 084       | 3,42        |  |
| Exprimés       | Exprimés                       | Exprimés            | 33 142       | 98,13        | 30 575      | 96,58       |  |

### Élections de 2012
Les élections législatives françaises de 2012 ont eu lieu les dimanches 10 et 17 juin 2012.
Le nouveau découpage regroupe Pantin et Aubervilliers, la circonscription a attiré l'intérêt des médias étant donné la candidature de l'ancienne ministre Élisabeth Guigou, ainsi que de Patrick Le Hyaric (Directeur du journal L'Humanité) et de la candidate aux présidentielles 2012 Nathalie Arthaud.
La tendance générale abstentionniste aux élections législatives est amplifiée dans le département et en particulier dans la circonscription avec une abstention de plus de 56 % au premier tour.
À la suite d'un désistement du candidat Front de Gauche Patrick Le Hyaric, (en accord avec la règle tacite de désistement des partis de gauche), Élisabeth Guigou reste seule en lice pour le second tour.
À noter un taux d'abstention de 63,97 %, soit une hausse de 8 points par rapport au 1er tour, et une augmentation de 16 points par rapport au second tour des élections législatives de 2007.
| Candidat       | Candidat              | Parti          | Premier tour | Premier tour | Second tour | Second tour |  |
| Candidat       | Candidat              | Parti          | Voix         | %            | Voix        | %           |  |
| -------------- | --------------------- | -------------- | ------------ | ------------ | ----------- | ----------- |  |
|                | Élisabeth Guigou élue | PS             | 10 390       | 46,12        | 14 376      | 100,00      |  |
|                | Patrick Le Hyaric     | FG (PCF)       | 3 905        | 17,33        | Retrait     | Retrait     |  |
|                | Ilona Zsoter          | UMP            | 3 021        | 13,41        |             |             |  |
|                | Cyril Bozonnet        | FN             | 2 299        | 10,20        |             |             |  |
|                | Christine Ratzel-Togo | EÉLV           | 974          | 4,32         |             |             |  |
|                | Nathalie Arthaud      | LO             | 557          | 2,47         |             |             |  |
|                | Claire Vigeant        | MoDem          | 545          | 2,42         |             |             |  |
|                | Linda Sehili          | NPA            | 183          | 0,81         |             |             |  |
|                | Patrick Lozès         | Divers         | 163          | 0,72         |             |             |  |
|                | Christian Van Houcke  | AÉI            | 146          | 0,65         |             |             |  |
|                | Palmerido Valente     | Divers gauche  | 139          | 0,62         |             |             |  |
|                | Kamélia Kincaid       | POI            | 107          | 0,47         |             |             |  |
|                | Jérôme Sinpaseuth     | S&P            | 101          | 0,45         |             |             |  |
|                |                       |                |              |              |             |             |  |
| Inscrits       | Inscrits              | Inscrits       | 49 966       | 100,00       | 49 966      | 100,00      |  |
| Abstentions    | Abstentions           | Abstentions    | 27 079       | 54,19        | 31 964      | 63,97       |  |
| Votants        | Votants               | Votants        | 22 887       | 45,81        | 18 002      | 36,03       |  |
| Blancs et nuls | Blancs et nuls        | Blancs et nuls | 357          | 1,56         | 3 626       | 20,14       |  |
| Exprimés       | Exprimés              | Exprimés       | 22 530       | 98,44        | 14 376      | 79,86       |  |

### Élections de 2017
|                                                                                     |                                                                         |                           |                           |                          |                          |
|                                                                                     |                                                                         | Premier tour 11 juin 2017 | Premier tour 11 juin 2017 | Second tour 18 juin 2017 | Second tour 18 juin 2017 |
|                                                                                     |                                                                         |                           |                           |                          |                          |
|                                                                                     |                                                                         | Nombre                    | % des inscrits            | Nombre                   | % des inscrits           |
| Inscrits                                                                            | Inscrits                                                                | 52 594                    | 100,00                    | 52 593                   | 100,00                   |
| Abstentions                                                                         | Abstentions                                                             | 32 701                    | 62,18                     | 34 666                   | 65,91                    |
| Votants                                                                             | Votants                                                                 | 19 893                    | 37,82                     | 17 927                   | 34,09                    |
|                                                                                     |                                                                         |                           | % des votants             |                          | % des votants            |
| Bulletins blancs                                                                    | Bulletins blancs                                                        | 327                       | 1,64                      | 861                      | 4,80                     |
| Bulletins nuls                                                                      | Bulletins nuls                                                          | 155                       | 0,78                      | 348                      | 1,94                     |
| Suffrages exprimés                                                                  | Suffrages exprimés                                                      | 19 411                    | 97,58                     | 16 718                   | 93,26                    |
|                                                                                     |                                                                         |                           |                           |                          |                          |
| Candidat Étiquette politique (partis et alliances)                                  | Candidat Étiquette politique (partis et alliances)                      | Voix                      | % des exprimés            | Voix                     | % des exprimés           |
|                                                                                     |                                                                         |                           |                           |                          |                          |
|                                                                                     | Alexandre Aïdara La République en marche                                | 5 304                     | 27,32                     | 7 522                    | 44,99                    |
|                                                                                     | Bastien Lachaud La France insoumise                                     | 3 756                     | 19,35                     | 9 196                    | 55,01                    |
|                                                                                     | Élisabeth Guigou (députée sortante) Parti socialiste                    | 3 453                     | 17,79                     |                          |                          |
|                                                                                     | Patrick Le Hyaric Parti communiste français                             | 1 701                     | 8,76                      |                          |                          |
|                                                                                     | Line Valles Front national                                              | 1 437                     | 7,40                      |                          |                          |
|                                                                                     | Karine Franclet Union des démocrates et indépendants (Les Républicains) | 1 315                     | 6,77                      |                          |                          |
|                                                                                     | Nadia Azoug Europe Écologie Les Verts                                   | 940                       | 4,84                      |                          |                          |
|                                                                                     | Nathalie Arthaud Lutte ouvrière                                         | 517                       | 2,66                      |                          |                          |
|                                                                                     | Florie Marie Divers (Parti pirate)                                      | 230                       | 1,18                      |                          |                          |
|                                                                                     | Karima Rabouhi Divers (Union populaire républicaine)                    | 211                       | 1,09                      |                          |                          |
|                                                                                     | Philippe Milia Divers gauche                                            | 171                       | 0,88                      |                          |                          |
|                                                                                     | Caroline Fons-Battesti Écologiste (Alliance écologiste indépendante)    | 168                       | 0,87                      |                          |                          |
|                                                                                     | Christophe Mendes Divers droite                                         | 87                        | 0,45                      |                          |                          |
|                                                                                     | Rezk Shehata Divers                                                     | 72                        | 0,37                      |                          |                          |
|                                                                                     | Éric Andraud Extrême gauche (Parti ouvrier indépendant démocratique)    | 49                        | 0,25                      |                          |                          |
| Source : Ministère de l'Intérieur - Sixième circonscription de la Seine-Saint-Denis |                                                                         |                           |                           |                          |                          |

La tendance générale abstentionniste aux élections législatives est amplifiée dans le département et en particulier dans la circonscription avec une abstention de plus de 69 % au premier tour.
À noter un taux d'abstention de 71,31 %, soit une hausse par rapport au 1er tour.

### Élections de 2022
Les élections législatives françaises de 2022 ont eu lieu les dimanches 12 et 19 juin 2022.
|                                                    |                                                                                     |                           |                           |                          |                          |
|                                                    |                                                                                     | Premier tour 12 juin 2022 | Premier tour 12 juin 2022 | Second tour 19 juin 2022 | Second tour 19 juin 2022 |
|                                                    |                                                                                     |                           |                           |                          |                          |
|                                                    |                                                                                     | Nombre                    | % des inscrits            | Nombre                   | % des inscrits           |
| Inscrits                                           | Inscrits                                                                            |                           | 100,00                    |                          | 100,00                   |
| Abstentions                                        |                                                                                     |                           |                           |                          |                          |
| Votants                                            |                                                                                     |                           |                           |                          |                          |
|                                                    |                                                                                     |                           | % des votants             |                          | % des votants            |
| Bulletins blancs                                   |                                                                                     |                           |                           |                          |                          |
| Bulletins nuls                                     |                                                                                     |                           |                           |                          |                          |
| Suffrages exprimés                                 |                                                                                     |                           |                           |                          |                          |
|                                                    |                                                                                     |                           |                           |                          |                          |
| Candidat Étiquette politique (partis et alliances) | Candidat Étiquette politique (partis et alliances)                                  | Voix                      | % des exprimés            | Voix                     | % des exprimés           |
|                                                    |                                                                                     |                           |                           |                          |                          |
|                                                    | Bastien Lachaud* Nouvelle Union populaire écologique et sociale La France insoumise | 12 797                    | 56,61                     | 16 046                   | 75,40                    |
|                                                    | Yasmina Baziz Ensemble                                                              | 3 419                     | 15,12                     | 5 236                    | 24,60                    |
|                                                    | Françoise Trova Rassemblement national                                              | 1 584                     | 7,01                      |                          |                          |
|                                                    | Nabila Djebbari Divers gauche                                                       | 1 248                     | 5,52                      |                          |                          |
|                                                    | Kourtoum Sachkho Union des démocrates et indépendants                               | 1 172                     | 5,18                      |                          |                          |
|                                                    | Noélie Beugré Reconquête                                                            | 560                       | 2,48                      |                          |                          |
|                                                    | Nathalie Arthaud Lutte ouvrière                                                     | 537                       | 2,38                      |                          |                          |
|                                                    | Aïcha Bourak Sans étiquette                                                         | 382                       | 1,69                      |                          |                          |
|                                                    | Soumia Achfaa Parti radical de gauche                                               | 327                       | 1,45                      |                          |                          |
|                                                    | Ali Zerouali Union des démocrates musulmans français                                | 236                       | 1,04                      |                          |                          |
|                                                    | Aymane Mabiala Parti pirate                                                         | 217                       | 0,96                      |                          |                          |
|                                                    | Patrick Champion Parti ouvrier indépendant démocratique                             | 128                       | 0,57                      |                          |                          |
| * Député sortant                                   |                                                                                     |                           |                           |                          |                          |

### Élections de 2024
| Candidat                 | Candidat                 | Parti et coalition       | Nuances                  | Premier tour | Premier tour |
| Candidat                 | Candidat                 | Parti et coalition       | Nuances                  | Voix         | %            |
| ------------------------ | ------------------------ | ------------------------ | ------------------------ | ------------ | ------------ |
|                          | Bastien Lachaud          | LFI (NFP)                | UG                       | 25 777       | 71,68        |
|                          | Nathalie Sack            | UDI                      | DVC                      | 5 014        | 13,94        |
|                          | Nacéra Salhaoui          | RN                       | RN                       | 4 175        | 11,61        |
|                          | Nathalie Arthaud         | LO                       | EXG                      | 996          | 2,77         |
|                          |                          |                          |                          |              |              |
| Votes valides            | Votes valides            | Votes valides            | Votes valides            | 35 962       | 97,89        |
| Votes blancs             | Votes blancs             | Votes blancs             | Votes blancs             | 518          | 1,41         |
| Votes nuls               | Votes nuls               | Votes nuls               | Votes nuls               | 257          | 0,70         |
| Total                    | Total                    | Total                    | Total                    | 36 737       | 100          |
| Abstention               | Abstention               | Abstention               | Abstention               | 24 086       | 39,60        |
| Inscrits / participation | Inscrits / participation | Inscrits / participation | Inscrits / participation | 60 823       | 60,40        |

#### Département de la Seine-Saint-Denis
- La fiche de l'INSEE de cette circonscription : « Tableaux et Analyses de la sixième circonscription de la Seine-Saint-Denis », sur insee.fr, site de l'Institut national de la statistique et des études économiques (consulté le 10 juin 2007) [PDF]

- « Tous les députés du département de la Seine-Saint-Denis depuis 1789 », sur assemblee-nationale.fr, site de l'Assemblée nationale française (consulté le 10 juin 2007)

- « Informations contentieuses sur le département de la Seine-Saint-Denis (Élections législatives de 2002) »(Archive.org • Wikiwix • Archive.is • Google • Que faire ?), sur conseil-constitutionnel.fr, site du Conseil constitutionnel (consulté le 13 juin 2007)

#### Circonscriptions en France
- « Carte des circonscriptions législatives en France », sur assemblee-nationale.fr, site de l'Assemblée nationale française (consulté le 10 juin 2007)

- « Résultats électoraux officiels en France »(Archive.org • Wikiwix • Archive.is • Google • Que faire ?), sur interieur.gouv.fr, site du ministère de l'Intérieur (France) (consulté le 13 juin 2007)

- Description et Atlas des circonscriptions électorales de France sur http://www.atlaspol.com, Atlaspol, site de cartographie géopolitique, consulté le 13 juin 2007.